# O Povo Brasileiro
O Povo Brasileiro: a formação e o sentido do Brasil es una obra del antropólogo brasileño Darcy Ribeiro, lanzada en 1995, que aborda la historia de la formación del pueblo brasileño.
El libro analiza las matrices culturales y los mecanismos de formación étnica y cultural del pueblo brasileño. 
En el prefacio de la primera edición de 1995, Ribeiro afirma que escribir este libro "fue el mayor desafío" que se propuso. Demoró 30 años para escribirlo. Según él, el libro unifica una teoría de base empírica de clases sociales en Brasil y América Latina; una tipología de las formas del ejercicio del poder y de la militancia política así como una teoría de cultura.
En el cuarto capítulo del libro, el autor presenta cinco "brasiles" distintos: intos:
- Brasil sertanejo;
- Brasil criollo;
- Brasil caboclo;
- Brasil caipira;
- Brasil sureño – azoriano, gaúcho y gringo.

Se trata de la obra final del autor publicada antes de su muerte. Esta revestida de opiniones e impresiones formadas por la experiencia de vida del autor. El libro presenta las formas a través de las cuales Brasil moldeó las zonas de vivienda humana en el territorio nacional y su influencia en el mestizaje de las 3 matrices básicas formadores de lo brasileño.
Fue escrito en Maricá, ciudad del litoral fluminense, donde Ribeiro se instaló, abandonando el hospital en el que estaba internado y, según sus propias palabras en el prefacio del libro, "en la seguridad de morir sin concluirlo".